# Ржевкин, Сергей Николаевич
Сергей Николаевич Ржевкин (21 июня 1891 — 7 января 1981) — физик, профессор физического факультета Московского университета, один из основоположников отечественной акустики.

## Биография
Родился в селе Тропарёво под Можайском, в семье земского врача Николая Фёдоровича Ржевкина. Окончил 2-ю Московскую гимназию (1909). Поступил в качестве своекоштного студента на физико-математический факультет Московского университета. Деньги на обучение Ржевкин получил в виде стипендии от Московской городской управы а также от подработки уроками.
Лекции по музыкальной акустике профессора А. А. Эйхенвальда, наряду с увлечением вокальным искусством и прекрасным слухом самого Ржевкина, способствовали возникновению его интереса к акустике. В университете он познакомился и на всю жизнь подружился с С. И. Вавиловым.
На втором курсе они вместе начали посещать лекции П. Н. Лебедева, а потом и работать в физической лаборатории у его ученика П. П. Лазарева. В 1914 году после блестящего окончания факультета по специальности «физика» оба были призваны на военную службу, принимали участие в боевых действиях Первой мировой и закончили войну в должностях начальников полевых радиостанций.

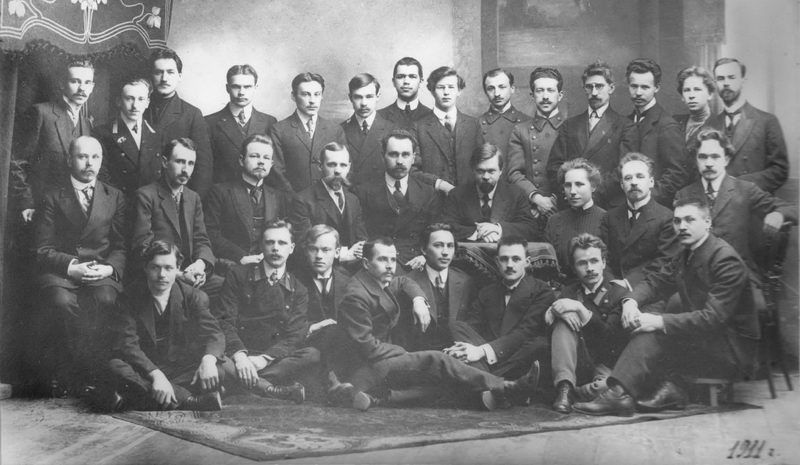
Группа учеников П. Н. Лебедева и П. П. Лазарева. Стоят: второй справа — С. Н. Ржевкин, в центре — С. И. Вавилов (1911 г.)

После заключения Брестского мира Ржевкин был демобилизован и, вернувшись в Москву, первые месяцы жил в доме Вавиловых. По рекомендации П. П. Лазарева он был принят ассистентом на кафедру физики Сельскохозяйственной академии.
В конце 1919 года Ржевкин был призван в Красную армию и направлен в Военную радиотехническую лабораторию, где вёл исследования по радиотехнике и акустике. В 1920 году им была опубликована первая научная работа, посвящённая биофизическим особенностям восприятия сложных звуковых сигналов.
После мобилизации, начиная с 1924 года, плодотворная научная и педагогическая деятельность Ржевкина была неразрывно связана с Московским университетом. В 1925 году им был разработан «радио (катодный) гармониум» — один из первых электромузыкальных инструментов с клавиатурой. Под его руководством в 1928 году на физическом факультете была создана лаборатория электроакустики и слабых токов, и для студентов старших курсов организовано преподавание по «электроакустическому уклону». В этом же году вышла его первая монография «Слух и речь в свете современных физических исследований». В 1927—1934 годах принимал участие в составлении «Технической энциклопедии» в 26-и томах под редакцией Л. К. Мартенса, автор статей по тематике «акустика». В 1934 году Ржевкин организовал и возглавил акустическую лабораторию в Физическом институте АН им. П. Н. Лебедева (ФИАН), предназначенную для проведения работ в области архитектурной акустики и ультразвука. В этом же году Президиумом АН СССР по совокупности работ без защиты диссертации Ржевкину была присуждена учёная степень доктора физико-математических наук, и он занял должность профессора на кафедре колебаний физического факультета МГУ.
В 1935 году в связи с планируемым строительством Дворца Советов началась разработка его акустического проекта, который осуществляла Акустическая комиссия АН СССР, возглавляемая академиком Н. Н. Андреевым. Ржевкин был назначен его заместителем, координирующим исследования в Москве. Проведённые в этот период работы в дальнейшем способствовали развитию физиологической акустики и основ теории резонансных звукопоглотителей. В 1937—1941 годах под руководством Ржевкина осуществлялось проектирование и строительство лаборатории ФИАН на Калужском шоссе, послужившей впоследствии базой для организации Акустического института АН СССР.
Акустические решения, предложенные Ржевкиным, нашли применение в довоенной Москве при строительстве многих известных общественных зданий и научных учреждений (Дома звукозаписи, телевизионного центра, студий Мосфильма, станций метрополитена, планетария).
С июля 1941 по апрель 1943 года в составе ФИАН семья Ржевкиных была эвакуирована в Казань, где Ржевкин в оборонных целях руководил циклом работ по гидроакустике. На Волге учёными были проведены исследования шума речных судов, необходимые для разработки методов борьбы с акустическими минами противника. Физики разработали эталонные измерительные гидрофоны, создали проект звукоизолированной кабины для гидроакустиков-слухачей на военных кораблях. В Казани Ржевкиным была написана (1942) книга «Ухо на разведке» (М., 1943), ставшая незаменимым пособием по физиологической акустике для военных школ.
После возвращения Московского университета из эвакуации, в декабре 1943 года Ржевкин был назначен заведующим новой кафедры акустики физического факультета МГУ, первой в отечественных университетах, и занимаел эту должность до 1975 года.

## Награды и звания
- Орден «Знак Почёта» (1945),
- Орденом Ленина (1951),
- Медаль «За доблестный труд в Великой Отечественной войне 1941—1945 гг.»
- Медаль «За трудовую доблесть» (1961)
- Заслуженный деятель науки РСФСР (1972).